# Michel Plasse
Michel Pierre Plasse (* 1. Juni 1949 in Montreal, Québec; † 30. Dezember 2006 in La Visitation-de-l’Île-Dupas, Québec) war ein kanadischer Eishockeytorwart, der von 1970 bis 1982 für die St. Louis Blues, Montreal Canadiens, Kansas City Scouts, Pittsburgh Penguins, Colorado Rockies und Quebec Nordiques in der National Hockey League spielte.

## Karriere
Als Junior spielte er bei den Drummondville Rangers in der QJHL. Nach guten Leistungen dort, wählten ihn die Montréal Canadiens beim NHL Amateur Draft 1968 als ersten Spieler aus.
Nachdem Montreal einige gute Torhüter im Kader hatte, begann er seine Profikarriere in den unteren Ligen. Er spielte für die Cleveland Barons in der American Hockey League und für die Jacksonville Rockets in der Eastern Hockey League. 1970 gaben die Canadiens ihn an die St. Louis Blues ab. Da dort mit Glenn Hall und Ernie Wakely zwei erfahrene Torhüter im Tor standen, kam er nur zu einem Spiel und war meist in der Central Hockey League für die Kansas City Blues im Einsatz. Hier gelang ihm am 21. Februar 1971 als ersten Torwart im professionellen Eishockey ein Tor zu erzielen. Im Sommer kehrte er nach Montreal zurück. Auch hier wurde er wieder in die AHL geschickt. Mit den Nova Scotia Voyageurs konnte er den Calder Cup gewinnen. Ab der Saison 1972/73 war er einer der Torhüter hinter Ken Dryden. Ohne auch nur ein Playoffspiel in dieser Saison zu spielen, wird er als Ersatztorwart als Stanley Cup Sieger geführt. Auch als dieser im Jahr darauf pausierte, gelang ihm nicht der Durchbruch.
Beim NHL Expansion Draft 1974 wählten ihn die Kansas City Scouts, doch auch hier war er nur einer von drei Torhütern, die sich abwechselten. Nach einem Wechsel zu den Pittsburgh Penguins gelang es ihm in seinem zweiten Jahr, nach einem Start in der AHL bei den Hershey Bears, endlich Stammtorwart in der NHL zu werden. In den Playoffs der Saison 1975/76 gelang ihm sogar ein Shutout, der jedoch auch nicht das Ausscheiden in der ersten Runde verhindern konnte.
Auch nach einem weiteren Wechsel zu den Colorado Rockies war er die Nummer eins im Tor. In den ersten drei Jahren in Colorado spielte er aber auch phasenweise in der AHL für die Hampton Gulls und die Philadelphia Firebirds. Nachdem er im vierten Jahr nur noch zu sechs Einsätzen gekommen war und meist in der CHL bei den Fort Worth Texans gespielt hatte, wechselte er zur Saison 1980/81 zu den Quebec Nordiques. Hier war er der Torwart mit den meisten Einsätzen, doch im Laufe der folgenden Saison wurde er an die Hartford Whalers abgegeben. Diese setzten ihn in der AHL bei den Binghamton Whalers ein, wo er nach acht Spielen seine Karriere beendete.
2006 verstarb er nach einem Herzinfarkt.

## Erfolge und Auszeichnungen
- 1968 QJHL Second All-Star Team
- 1972 Calder-Cup-Gewinn mit den Nova Scotia Voyageurs
- 1973 Stanley-Cup-Gewinn mit den Canadiens de Montréal